# Oecanthus laricis
Oecanthus laricis é uma espécie de insecto da família Gryllidae.
É endémica dos Estados Unidos da América.